# Kalappia celebica
Kalappia celebica är en ärtväxtart som beskrevs av André Joseph Guillaume Henri Kostermans. Kalappia celebica ingår i släktet Kalappia och familjen ärtväxter. Inga underarter finns listade i Catalogue of Life.